# 赤岩口停留場
赤岩口停留場（日语：／ Akaiwaguchi teiryūjō */?）是位於愛知縣豐橋市東田町井原，屬於豐橋鐵道東田本線的停留場（電停）。此站是東田本線的終點，亦是愛知縣內作為私鐵車站的最東端車站。

## 相鄰停留場
豐橋鐵道
東田本線
井原（12）－赤岩口（13）